# Edward Francis (Bischof)
Edward Francis (* 3. Juni 1930 in Sendamaram, Tirunelveli, Madras; † 11. April 2017 in Sivaganga, Tamil Nadu) war ein indischer Geistlicher und römisch-katholischer Bischof von Sivagangai.

## Leben
Edward Francis empfing am 25. März 1957 die Priesterweihe.
Papst Johannes Paul II. ernannte ihn am 3. Juli 1987 zum ersten Bischof des mit gleichem Datum errichteten Bistums Sivagangai. Der Präfekt der Kongregation für die orientalischen Kirchen, Duraisamy Simon Kardinal Lourdusamy, spendete ihm am 30. August desselben Jahres die Bischofsweihe; Mitkonsekratoren waren Justin Diraviam, Alterzbischof von Madurai, und Marianus Arokiasamy, Erzbischof von Madurai.
Am 1. September 2005 nahm Papst Benedikt XVI. sein altersbedingtes Rücktrittsgesuch an.